# Coenonympha thyrsis

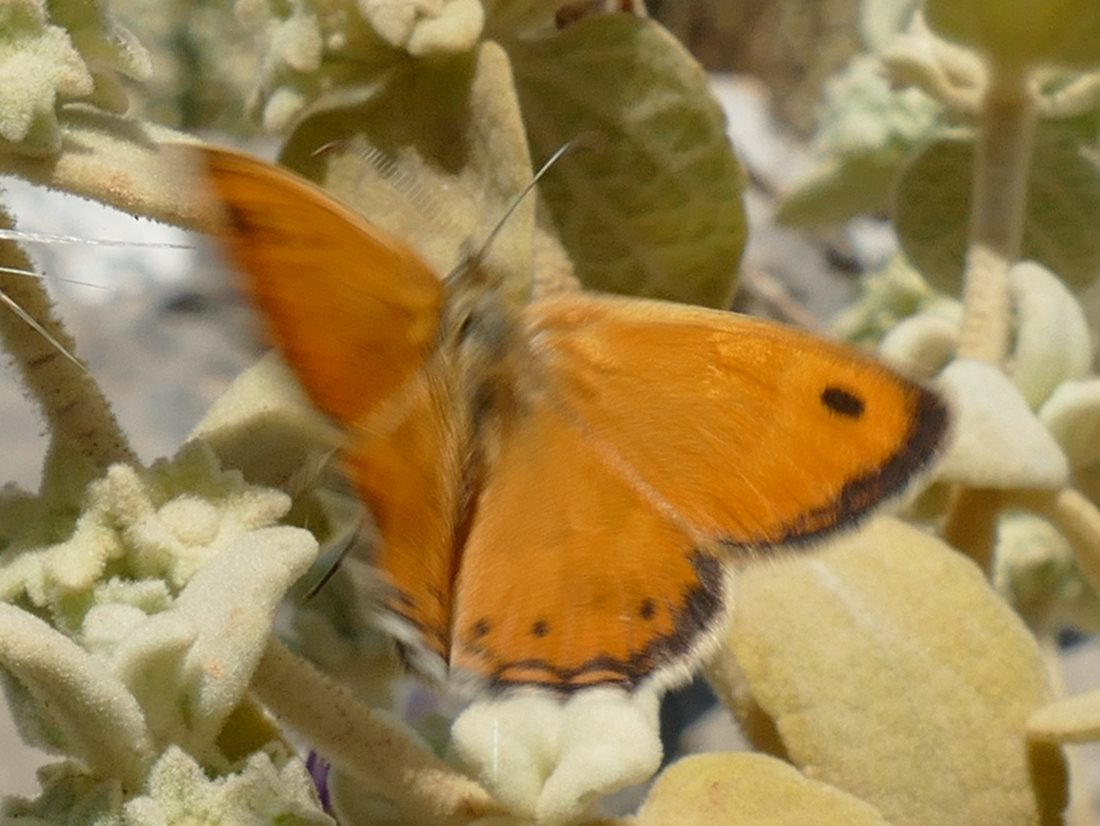
Oberseite von Coenonympha thyrsis

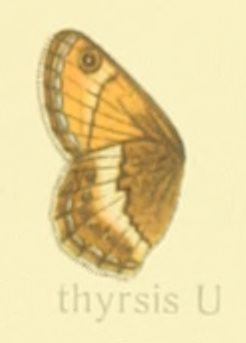
Unterseite von Coenonympha thyrsis aus Adalbert Seitz’ Großschmetterlinge der Welt

Coenonympha thyrsis, auch Kretischer Heufalter, ist ein Schmetterling (Tagfalter) aus der Familie der Edelfalter (Nymphalidae), der endemisch auf Kreta vorkommt. Das Artepitheton leitet sich von Thyrsos, dem Bacchusstab, ab.

## Beschreibung
Die Falter beider Geschlechter sehen fast gleich aus und ähneln dem Kleinen Wiesenvögelchen (Coenonympha pamphilus). Sie haben bräunliche ockerfarbene oder leicht ins orange gehende Flügeloberseiten mit einem nicht scharf abgegrenzten, dunkelbraunen Rand und einem verwaschenen, dunklen Punkt nahe der Spitze (Apex) des Vorderflügels. Die Hinterflügelunterseiten sind variabel, weißgelb, grau oder bräunlich gefärbt und haben eine helle Querbinde. Die Unterseiten der Vorderflügel sind kräftiger orange gefärbt und haben einen weiß gekernten und hell umrandeten Augenfleck nahe der Flügelspitze.
Im Gegensatz zum Kleinen Wiesenvögelchen ist die Augenreihe auf der Hinterflügelunterseite meist deutlich ausgeprägt. Auf der Vorderflügelunterseite verläuft eine wellige dunkle Linie vom Vorderrand schräg zum Innenwinkel. Daneben unterscheiden sie sich in den männlichen Genitalien und an Merkmalen der Fühler vom Kleinen Wiesenvögelchen.
In den Hochlagen ist der Falter kleiner, der schwarze Randstreifen der Oberseite schmaler und die Unterseite kontrastärmer.

### Ähnliche Arten
- Kleines Wiesenvögelchen (Coenonympha pamphilus)
- Coenonympha vaucheri
- Coenonympha corinna

## Verbreitung
Coenonympha thyrsis kommt nur auf Kreta von Meereshöhe bis auf 1800 Meter vor und ist dort weit verbreitet und lokal sehr häufig.

## Lebensweise
Die Falter sind auf sehr trockenen Hängen mit Postern aus Thymian und stacheligen Pflanzen, zwischen denen spärlich Gras wächst ebenso wie in offener Buschlandschaft anzutreffen. An blütenreichen Stellen am Rand von Straßen, Flusstälern und Pfaden sind die Falter zahlreich. Sie fliegen schnell in geringer Höhe über dem Boden und schließen die Flügel sofort nach der Landung.
Über die Lebensweise der Raupen ist nichts bekannt. Der Insektenforscher Martin Holtz vermutet jedoch auf Grundlage seiner im Sommer 1903 auf Kreta angestellten Beobachtungen, dass die Eierablage auf einer von ihm nicht näher bestimmten Satureja-Art erfolgt und dass diese auch als Futterpflanze der Raupen dient.

### Flugzeit
Coenonympha thyrsis fliegt in mehreren Generationen im Jahr (univotil) von Anfang Mai bis Anfang Juli und von Ende Juli bis August und Anfang Oktober.

## Synonyme
- Hipparchia thyrsis Freyer, 1845